# Aygeshat (Armavir)
Aygeshat (in armeno Այգեշատ?, fino al 1950 Ghuzigidan) è un comune dell'Armenia di 2 064 abitanti (2008) della provincia di Armavir.